# Dillyn Leyds
Pour les articles homonymes, voir Leyds.

a Compétitions nationales et continentales officielles uniquement.

b Matchs officiels uniquement.
Dernière mise à jour le 22 juin 2024.
Dillyn Leyds, né le 12 septembre 1992 à Somerset West (Afrique du Sud), est un joueur de rugby à XV international sud-africain, évoluant au poste d'ailier, d'arrière ou de demi d'ouverture. Il joue avec le Stade rochelais en Top 14 depuis 2020.
Il remporte la Coupe d'Europe avec le Stade rochelais en 2022. Il récidive en 2023, année à partir de laquelle la compétition prend le nom de Champions Cup.
Son frère cadet, Tristan Leyds, est un joueur de rugby à XV et de rugby à sept.

## Carrière

### En club
Après avoir été formé à l'académie de la Western Province, Dillyn Leyds commence sa carrière professionnelle avec cette même équipe en 2013 en Vodacom Cup. En 2012-2013, il joue également en Varsity Cup (en) (championnat universitaire sud-africain) avec les Ikey Tigers (club de l'université du Cap)
En 2014, il rejoint la franchise australienne de la Western Force en Super Rugby, où il est retenu dans le groupe élargi. Il joue son premier match le 30 mai 2014 contre les Crusaders. Au total il ne dispute que trois matchs, tous en tant que remplaçant. Dans la foulée, il dispute une saison de NRC avec Perth Spirit, où il marque cinq essais en six matchs, avant de rentrer en Afrique du Sud.
Il retourne jouer avec son ancienne équipe, la Western Province, dès la fin de la saison 2014 de Currie Cup.  Il rejoint peu après la franchise des Stormers pour la saison 2015 de Super Rugby,. Il s'impose alors comme un cadre de la franchise du Cap, grâce à sa technique et sa vitesse, ainsi que sa polyvalence (arrière, ailier ou encore demi d'ouverture),.
En 2020, il rejoint le Stade rochelais en Top 14 pour une durée de deux saisons,. Dès sa première saison avec le club maritime, il est titulaire lors des finales de Top 14 et de Coupe d'Europe, que son équipe perd à chaque fois face au Stade toulousain. En juin 2021, il prolonge son contrat jusqu'en 2024.
En 2022, il participe au sacre européen de son équipe, après une finale remportée face au Leinster à Marseille. Titulaire à l'arrière en l'absence de Brice Dulin, il est l'auteur d'une bonne performance, et se voit décerner le titre d'homme du match,. Il remporte à nouveau cette compétition l'année suivante, en étant cette fois titulaire au poste d'ailier. Plus tard la même saison, son équipe échoue en finale du Top 14 face au Stade toulousain.
En novembre 2023, il prolonge avec le Stade rochelais pour trois saison supplémentaires, soit jusqu'en 2027. Il joue son centième match avec le club maritime le 21 juin 2024, à l'occasion de la demi-finale de Top 14.

### En équipe nationale
Dillyn Leyds a joué avec l'équipe d'Afrique du Sud des moins de 20 ans dans le cadre du championnat du monde junior 2012. Après avoir disputé quatre matchs de la compétition (au poste d'arrière), il est sacré champion du monde après la victoire de son équipe en finale contre la Nouvelle-Zélande.
Il est sélectionné pour la première fois avec les Springboks en mai 2017 par le nouveau sélectionneur Allister Coetzee. Il obtient sa première cape internationale avec l'équipe d'Afrique du Sud le 10 juin 2017 à l’occasion d’un test-match contre l'équipe de France à Pretoria. Après trois premières rencontres en tant que remplaçant, il connait sa première titularisation le 30 septembre 2017 contre l'Australie lors du Rugby Championship,.

## Palmarès

### En club
- Vainqueur de la Currie Cup en 2014 et 2017 avec la Western Province.
- Finaliste de la Currie Cup en 2015 et 2018 avec la Western Province.

- Finaliste du National Rugby Championship en 2014 avec Perth Spirit

- Finaliste du Championnat de France en 2021 et 2023 avec le Stade rochelais.
- Vainqueur de la Coupe d'Europe en 2022 et 2023 avec le Stade rochelais.
- Finaliste de la Coupe d'Europe en 2021 avec le Stade rochelais.

### En équipe nationale
- Vainqueur du Championnat du monde junior en 2012.

## Statistiques
Au 22 juin 2024, Dillyn Leyds compte 10 capes en équipe d'Afrique du Sud, dont sept en tant que titulaire, depuis le 10 juin 2017 contre l'équipe de France à Pretoria. Il a inscrit 5 points (1 essai). 
Il participe à une édition du Rugby Championship, en 2017. Il dispute deux rencontres dans cette compétition.